# Зарядний пристрій

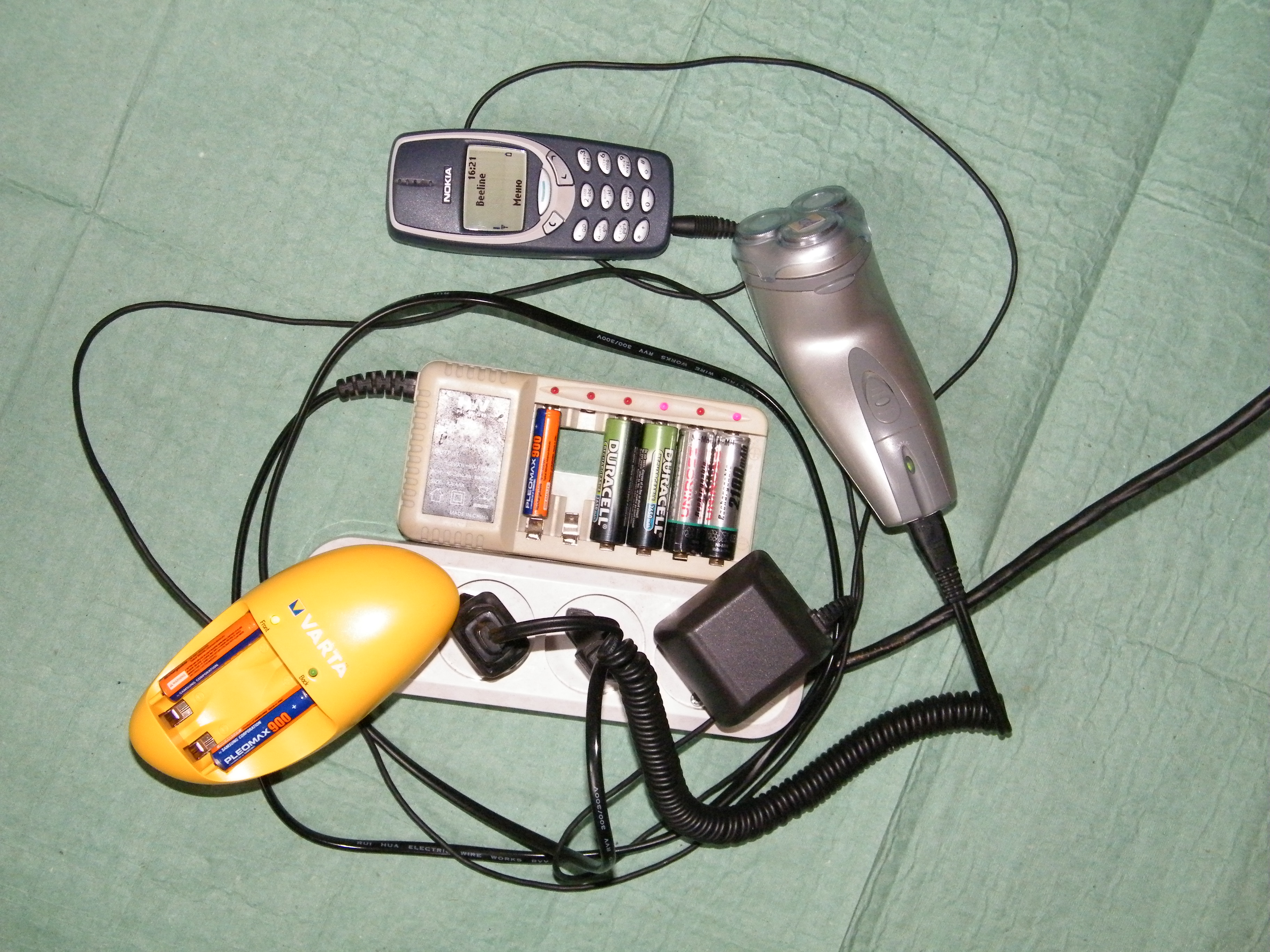
Побутові зовнішні зарядні пристрої та електробритва з вбудованим зарядним пристроєм.

Зарядний пристрій (ЗП) — пристрій для заряджання електричних акумуляторів енергією зовнішнього джерела, здебільшого — від мережі змінного струму напругою 100–240 вольт. Зазвичай, містить перетворювач напруги (трансформатор, імпульсний блок живлення), випрямляч, стабілізатор напруги, пристрій підтримання сили струму або процесу заряджання, амперметр чи світлодіодні індикатори. Властивості зарядних пристроїв залежать від типу акумуляторів, робочої напруги, номінальної ємності батарей. Зарядні пристрої можуть бути вбудованими і зовнішніми.

## Вступ
Зарядний пристрій, або перезарядний пристрій — накопичує енергію в акумуляторі, пропускаючи крізь нього електричний струм. Показники заряджання (рівень напруги чи сила струму, протягом якого часу, та що робити після завершення заряджання) залежать від ємності та типу акумулятора, котрий заряджається. Деякі види акумуляторів мають високу стійкість до перезаряджання (тобто продовження заряджання після того, як акумулятор повністю заряджено) і можуть заряджатися шляхом приєднання до джерела постійної напруги або джерела постійного струму, залежно від типу акумулятора. Прості зарядні пристрої для цього типу акумуляторів, повинні бути вимкнені вручну в кінці ходу заряджання. Інші види акумуляторів використовують таймер для відімкнення після завершення заряджання. Деякі типи акумуляторів не витримують перезаряджання, через можливе їхнє пошкодження (зменшення ємності, скорочення терміну служби), перегрів або навіть вибух. Так званий розумний зарядний пристрій, може мати схеми вимірювання температури або напруги та мікропроцесорний контролер для безпечного керування зарядним струмом та напругою, визначення стану заряду та вимкнення наприкінці заряджання.

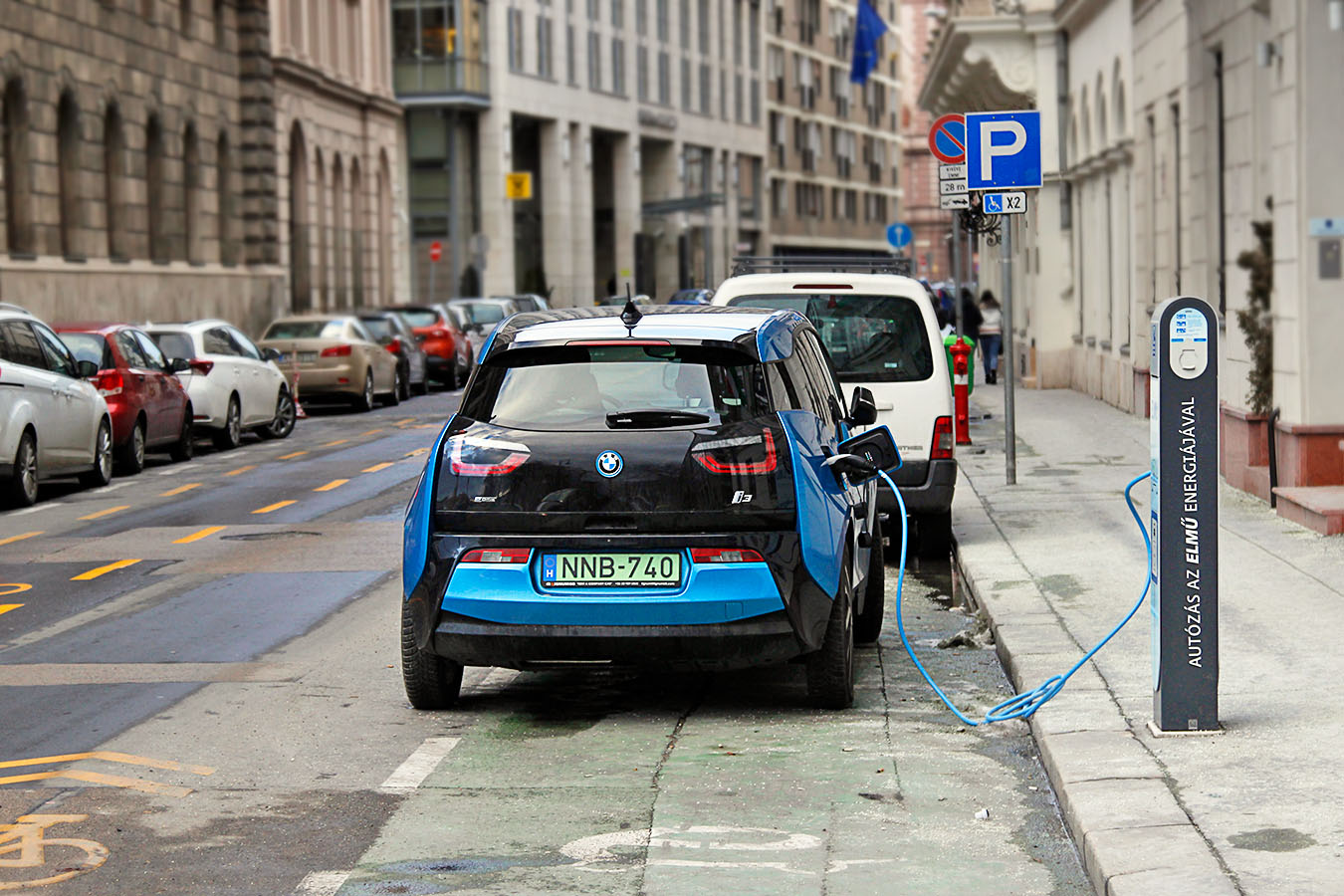
Зарядний пристрій для електромобілів, Угорщина, 2017

Зарядні пристрої можуть підвищувати вихідну напругу пропорційно струму, щоби врівноважити опір проводів.
Повільний зарядний пристрій забезпечує відносно невеликий струм, достатній лише для протидії саморозряджання батареї, яка не використовується протягом тривалого часу. Деякі типи акумуляторів не витримують безперервного повільного заряджання; спроби зробити це, можуть призвести до пошкодження. Для прикладу літій-іонні батареї не витримають нескінченне повільне заряджання.
Для повільного заряджання може знадобитися кілька годин. Високошвидкісні зарядні пристрої можуть відновити більшу частину ємності набагато швидше, але такі зарядні пристрої можуть бути потужнішими, ніж це здатні витримати деякі типи акумуляторів. Такі акумулятори вимагають постійного стеження за ними, щоби убезпечити їх від перезаряджання. Електромобілі загалом потребують високопродуктивних зарядних пристроїв. Встановлення для загального доступу таких зарядних станцій і підтримка їх поширення, є проблемою в запропонованому повсюдному схваленні електромобілів.
Промислові зарядні пристрої являють собою установки з електронною апаратурою, що розміщуються в цеху зарядної станції (або окремому приміщенні). Такі установки призначені для одночасного обслуговування декількох акумуляторних батарей і дозволяють виконувати різні довготривалі операції (заряджання-розряджання, заряджання імпульсними струмами), зокрема й в автоматичному режимі.

## C-ставка
Стрімкість заряджання та розряджання часто позначається як C або C-rate (С-ставка), що є показником швидкості, з якою акумулятор заряджається або розряджається відносно його ємності. Коефіцієнт C визначається як струм заряджання або розряджання, поділений на здатність батареї накопичувати електричний заряд. Хоча це зрідка вказується явно, одиницею вимірювання C-rate є година h−1, що відповідно визначенню здатності батареї зберігати електричний заряд в одиницях годин, помножених на струм у тих же одиницях, що й струм заряджання або розряджання. Коефіцієнт C ніколи не буває від’ємним, через це чи описує він процес заряджання або розряджання, залежить від змісту.
Наприклад, для батареї ємністю 500 мА·год швидкість розряджання 5000 мА (тобто 5 А) відповідає показнику C-швидкості 10C, тобто таким струмом можна розрядити 10 таких батарей за годину. Подібним чином, для тієї самої батареї зарядний струм 250 мА відповідає C-rate C/2 і це означає, що такий струм підвищить рівень заряду цієї батареї на 50% за одну годину.
Оскільки зазвичай мається на увазі одиниця C-rate, її використання вимагає певної обережності, щоб не плутати її зі спроможністю батареї зберігати заряд, яка в системі СІ має одиницю кулон із символом C.
Якщо струм (роз)заряджання та ємність батареї у коефіцієнті C-rate помножити на напругу батареї, C-ставка стає відношенням потужності (роз)заряджання до енергетичної ємності акумулятора. Наприклад, коли батарея ємністю 100 кВт·год в Tesla Model S P100D перезаряджається за потужності 120 кВт, показник C-ставка становить 1,2C, а коли ця батарея забезпечує якнайбільшу потужність 451 кВт, її C-rate становить 4,51C.
Цей пристрій заряджає батареї, доки вони не досягнуть певної напруги, а потім повільно їх заряджає, доки вони не будуть вимкнені.
Будь-яке заряджання та розряджання батареї супроводжується виробленням внутрішнього тепла, і кількість виділеної теплової енергії приблизно пропорційна чинному струму (поточний рівень заряду батареї, стан/вік тощо, також є чинниками). Коли деякі батареї досягають повного заряду, також може спостерігатися охолодження. Елементи батареї, створені для забезпечення вищих показників C-ставки ніж зазвичай, повинні передбачати посилене нагрівання. Але високі показники C-ratings привабливі для кінцевих користувачів, оскільки такі батареї можна заряджати швидше та вони здатні виробляти більший вихідний струм під час використання. Високі показники C-ставки зазвичай вимагають від зарядного пристрою ретельного стеження за показниками батареї, такими як напруга на виводах і температура, щоби запобігти перезарядженню та пошкодженню елементів. Такі високі показники заряджання можливі лише з деякими типами акумуляторів. Інші ж будуть пошкоджені або, можливо, перегріються чи загоряться. Деякі батареї можуть навіть вибухнути. Наприклад, свинцево-кислотна батарея автомобіля SLI (запуск, освітлення, запалювання) має кілька ризиків вибуху.

## Різновиди

### Простий зарядний пристрій
Простий зарядний пристрій зазвичай не змінює потужність залежно від часу заряджання або рівня заряду акумулятора. Ця простота означає, що такий зарядний пристрій недорогий, але є й інший бік. Здебільшого, ретельно розроблений простий зарядний пристрій потребує більше часу, щоби зарядити акумулятор, оскільки він налаштований на використання нижчої (тобто безпечнішої) швидкості заряджання. Попри це, багато акумуляторів, залишених на простому зарядному пристрої занадто довго, будуть ослаблені або втрачені через надмірне заряджання. Ці зарядні пристрої також відрізняються тим, що вони можуть подавати сталу напругу або однаковий струм до батареї.
Прості зарядні пристрої, що живляться від мережі змінного струму, зазвичай мають набагато більший пульсаційний струм і пульсаційну напругу, ніж інші типи зарядних пристроїв, оскільки вони недорого влаштовані та виготовлені. Переважно, коли пульсаційний струм перебуває у межах зазначеного виробником акумулятора рівня, пульсаційна напруга також буде в межах зазначеного в настановах рівня. Найбільший пульсаційний струм для типової батареї VRLA 12 В 100 А·г становить 5 ампер. Поки пульсаційний струм не є надмірним (втричі - вчетверо перевищує рекомендований виробником рівень), очікуваний термін служби батареї VRLA з пульсаційним зарядом буде в межах 3% відхилення, від терміну служби батареї із звичним заряджанням постійним струмом.

### Швидкісний зарядний пристрій
Швидкісні зарядні пристрої використовують схеми керування для стрімкого заряджання акумуляторів, не пошкоджуючи жодних його елементів. Схема керування може бути вбудована в батарею (зазвичай для кожного елемента) або у зовнішній зарядний пристрій, чи розподілена між обома ними. Більшість таких зарядних пристроїв мають охолоджувальний вентилятор, який допомагає підтримувати температуру елементів на безпечному рівні. Значна кількість швидкісних зарядних пристроїв також можуть працювати як стандартні нічні зарядні пристрої, якщо використовуються зі стандартними елементами NiMH, які не мають особливої схеми керування.

### Триступеневий зарядний пристрій
Щоби пришвидшити час заряджання та забезпечити безперервне заряджання, розумний зарядний пристрій намагається визначити рівень заряду та стан батареї і застосовує 3-етапну схему заряджання. У наведеному нижче описі передбачається використання непроникної свинцево-кислотної тягової батареї за температури 25 °C. Перший етап називається «об'ємним поглинанням»; зарядний струм буде підтримуватися високим і постійним та обмеженим потужністю зарядного пристрою. Коли напруга на акумуляторі досягає напруги виділення газів (2,22 вольта на елемент), зарядний пристрій перемикається на другий ступінь коли напруга залишається постійною (2,40 вольта на елемент). Подаваний струм зменшуватиметься з підтриманням сталої напруги, і коли струм досягне менше ніж 0,005C, зарядний пристрій перейде на третій етап, тож вихідна напруга зарядного пристрою буде підтримуватися постійною вже на рівні 2,25 вольти на елемент. Оскільки на третьому етапі, зарядний струм дуже невеликий — 0,005C, під такою напругою акумулятор може підтримуватися на повному заряді, водночас врівноважуватиметься саморозряд.

### Зарядний пристрій з індукційним живленням
Індуктивні зарядні пристрої для заряджання акумуляторів використовують електромагнітну індукцію. Зарядна станція надсилає електромагнітну енергію через індуктивний зв’язок до електричного пристрою, який накопичує енергію в батареях. Це досягається без потреби металевого з'єднання (контактів) між зарядним пристроєм і акумулятором. Індуктивні зарядні пристрої зазвичай застосовуються в електричних зубних щітках та інших приладах, які використовуються у ванних кімнатах. Оскільки немає відкритих електричних контактів, відсутні ризики ураження електричним струмом. Зараз вони застосовуються для заряджання смартфонів. Також у майбутньому плануються таким чином заряджати електромобілі та іншу техніку, оскільки цей тип економить місце в пристроях, а також більш надійний і довговічний, ніж стандартні роз'єми.

### Розумний зарядний пристрій

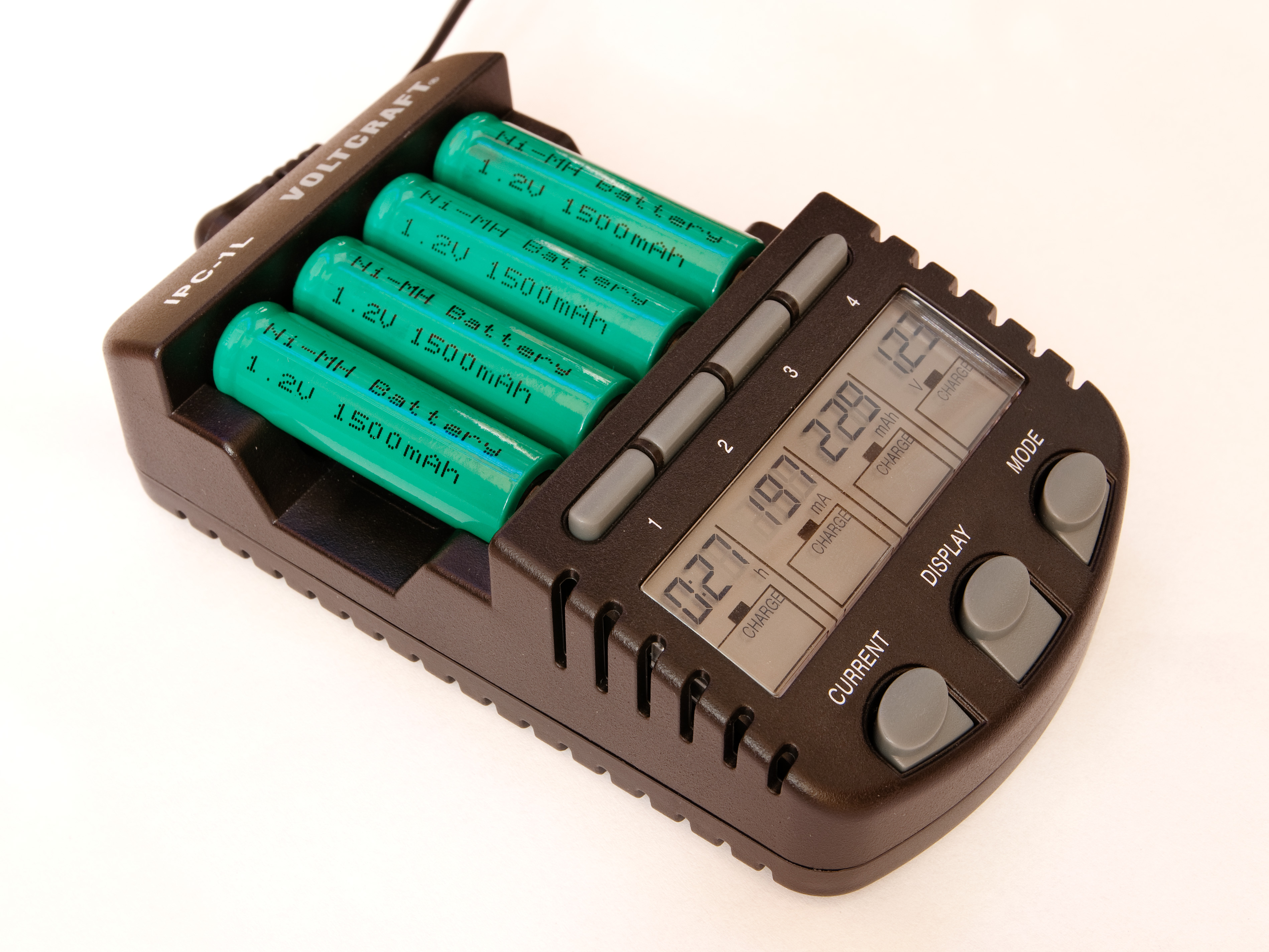
Приклад розумного зарядного пристрою для акумуляторів розміру AA та AAA із вбудованим дисплеєм для стеження за станом.

Розумний зарядний пристрій може реагувати на стан акумулятора та відповідно змінювати показники його заряджання, тоді як так звані «тупі» зарядні пристрої подають сталу напругу, можливо, крізь незмінний опір. Його не варто плутати з розумною батареєю, котра містить комп’ютерний чіп і в цифровому вигляді передає дані про стан батареї розумному зарядному пристрою. Для розумної батареї потрібен розумний зарядний пристрій.
Деякі розумні зарядні пристрої також можуть заряджати «тупі» батареї, у котрих немає внутрішньої електроніки.
Вихідний струм розумного зарядного пристрою залежить від стану акумулятора. Інтелектуальний зарядний пристрій може підтримувати напругу, температуру або час заряджання акумулятора, щоби визначити найкращий струм заряджання або припинити його.
Для нікель-кадмієвих і нікель-метал-гідридних батарей напруга батареї повільно зростає під час процесу заряджання, доки батарея не буде цілком заряджена. Після цього напруга знижується, і це вказує розумному зарядному пристрою, що батарея повністю заряджена. Такі зарядні пристрої часто позначаються як зарядний пристрій ΔV, «дельта-V» або інколи «дельта-пік», і це вказує на те, що вони відстежують зміну напруги. Це може також призводити до того, що навіть інтелектуальний зарядний пристрій не відчує, коли акумулятори вже цілком заряджені, і продовжить заряджання, тож це може загрожувати перезаряджанням акумуляторів. Багато інтелектуальних зарядних пристроїв використовують різні системи вимкнення, аби запобігти перевантаженню батарей.